# Thomas Jahn
Thomas Jahn (Hückelhoven, 9 luglio 1965) è un regista e sceneggiatore tedesco.

## Filmografia parziale

### Regista
Cinema
- Knockin' on Heaven's Door (1997)
- Omicidi sul set (Kai Rabe gegen die Vatikankiller) (1998)
- Auf Herz und Nieren (2001)
- 80 Minutes (2008)
- The Lost Samaritan (2008)
- The Boxer (2009)

Televisione
- Der Dicke - serie TV, 7 episodi (2005)
- Balko - serie TV, 7 episodi (2004-2006)
- Il commissario Schumann (Der Kriminalist) - serie TV, 9 episodi (2007-2010)
- Finalmente arriva Kalle (Da kommt Kalle) - serie TV, 10 episodi (2010-2011)
- Einstein - film TV (2015)
- Nur nicht aufregen! - film TV (2016)
- Einstein - serie TV, 10 episodi (2017)
- Professor T. - serie TV, 16 episodi (2017-2020)

### Sceneggiatore
- Knockin' on Heaven's Door (1997)
- Omicidi sul set (Kai Rabe gegen die Vatikankiller) (1998)
- 80 Minutes (2008)
- The Lost Samaritan (2008)
- Heaven's Door (2009) - storia originale
- The Boxer (2009)
- Shoot the Duke (2009)
- Professor T. - serie TV, 10 episodi (2018-2020)